# Rouvroy, Aisne

Rouvroy este o comună în departamentul Aisne din nordul Franței. În 1 ianuarie 2022 avea o populație de 507 de locuitori.